# Anders Dahl
Anders (Andreas) Dahl (Varnhem/Västergötland (Suécia), 17 de março de 1751 – Turku, 25 de maio de 1789) foi um botânico sueco.

## Publicações
Os inventários de flora de Dahl em torno de Skara e Saleby, e alguns dos trabalhos que escreveu durante como estudante em Skara e Uppsala estão na Coleção Olof Knös na biblioteca do condado de Skara. A coleção inclui as atas de "The Swedish Topographic Society in Skara", que contém alguns artigos escritos por Dahl. Inspirado por Linnaeus, Dahl escreveu um Horologium Florae, um "relógio de flores" de Skara, que foi publicado postumamente no Ny Journal uti Hushållningen, em maio-junho de 1790. Olof Knös foi o guardião do livro de atas e muito provavelmente publicou o artigo. As coleções de Johan Abraham Gyllenhaal na biblioteca da universidade em Uppsala também contêm alguns artigos escritos por Dahl.

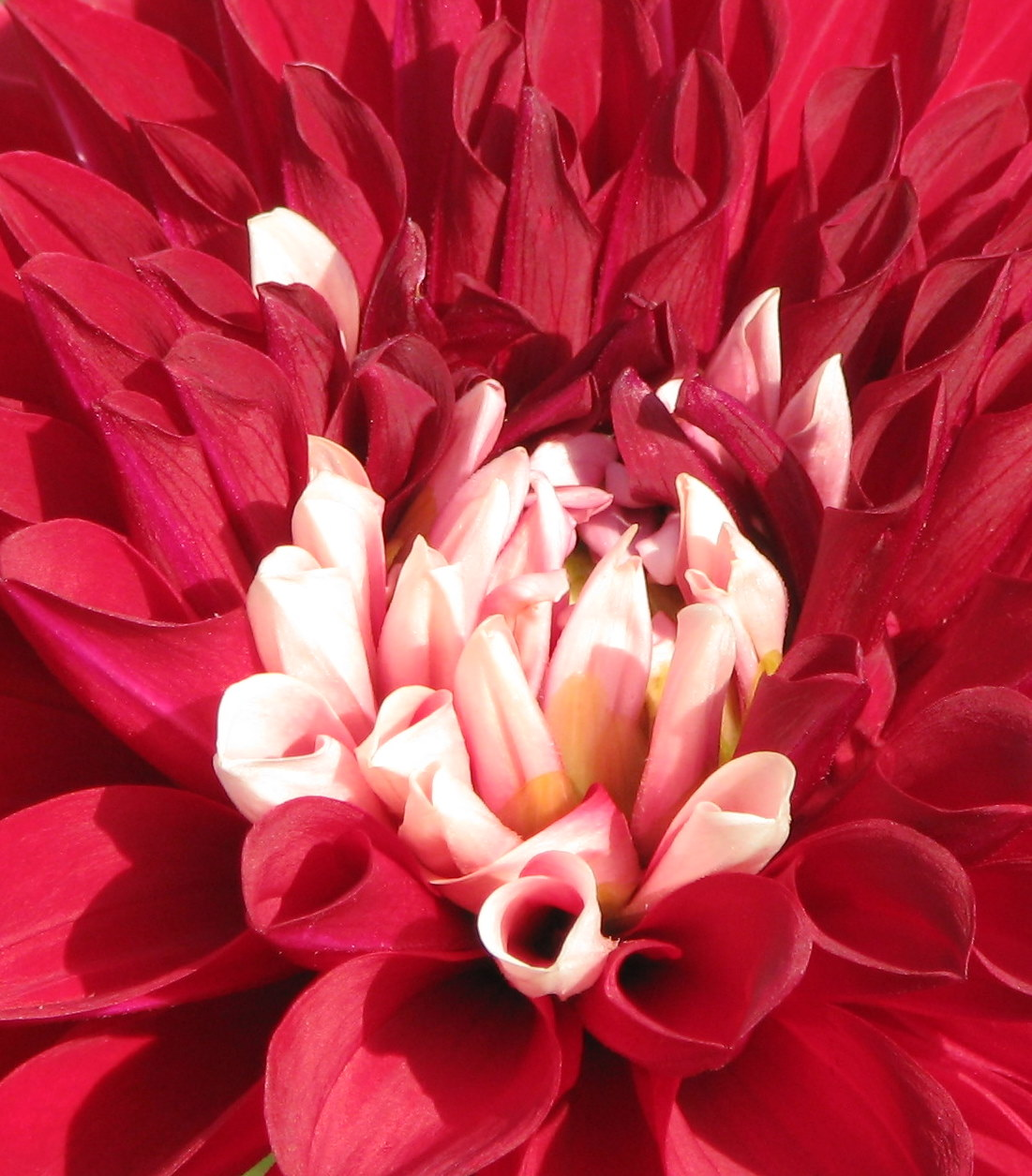
Dahlia, a flor que leva o nome de Anders Dahl

Em 3 de janeiro de 1777, um trecho de uma carta anônima foi publicado em Inrikes Tidningar. O escritor, durante uma viagem de Estocolmo a Gotemburgo em julho de 1776, visitou "Himmels-Källan" em Varnhem. A carta descreve a qualidade da primavera e 58 espécies do pântano ao redor dela. Presume-se que, como Dahl costumava visitar Varnhem e seu amigo Jonas Odhner, a carta veio dele.
A única publicação de Dahl durante seu tempo em Gotemburgo foi o resultado do que foi provavelmente um dos primeiros estudos de impacto ambiental. Resíduos da fabricação de óleo de arenque eram um grande problema, causando água poluída e morte de organismos do fundo do mar. Dahl foi um dos três membros de uma comissão que estudou o assunto e redigiu regulamentos sobre os resíduos das casas de teste. Este documento foi o primeiro passo histórico para a restrição de resíduos industriais na Suécia. O diário de Dahl sobre as dragagens no arquipélago de Bohuslän foi publicado no Trangrum-Acten de Estocolmo em 1784.
Durante seu curto período em Turku, Dahl publicou seu trabalho mais importante: Observationes botanicae circa systema vegetabilium divi a Linne Gottingae 1784 editum, quibus accedit justae in manes Linneanos pietatis specimen (Kopenhagen, 1787).

## Trabalhos
- Observationes botanicae circa systema vegetabilium divi a Linne Gottingae 1784 editum, quibus accedit justae in manes Linneanos pietatis specimen. (1787).
- Horologium Florae – in: Ny Journal uti Hushållningen (1790)

## Dahlia
O nome da dahlia em homenagem a Dahl tem sido motivo de alguma confusão. Muitas fontes afirmam que o nome foi dado por Linnaeus. No entanto, Linnaeus morreu em 1778, mais de onze anos antes da planta ser introduzida na Europa, então ele não poderia ter sido o único a homenagear seu ex-aluno. É mais provável que a primeira tentativa de definir cientificamente o gênero tenha sido feita pelo Abade Antonio Jose Cavanilles, Diretor dos Jardins Reais de Madrid, que recebeu os primeiros espécimes do México em 1791, dois anos após a morte de Dahl. 
Dahl foi, de fato, duas vezes homenageado dessa maneira; na década de 1780, Carl Peter Thunberg, um amigo de Uppsala, deu o nome dele a uma espécie de planta da família Hamamelidaceae. A Dahlia crinita é uma referência à aparência de Dahl, provavelmente à sua grande barba, já que crinita é o termo latino para "pêlo comprido". Thunberg finalmente publicou o nome em 1792. A planta agora foi reclassificada como Trichocladus crinitus (Thunb.) Pers.
O espécime original de Thunberg está no Museu Sueco de História Natural.